# Val di Fiemme
Val di Fiemme (niem. Fleimstal) – dolina w Dolomitach w północnych Włoszech, w regionie Trydent-Górna Adyga, 40 km na południe od Bolzano i 60 km na północny wschód od Trydentu. Dolina rozciąga się na długości 35 km wzdłuż linii łączącej od strony północno-wschodniej dolinę Fassa i od strony południowo-zachodniej dolinę Cembra.
Dolinę otacza łańcuch gór Lagorai, grupa gór dolomitowych Latemar oraz grzbiet górski Corno Bianco.

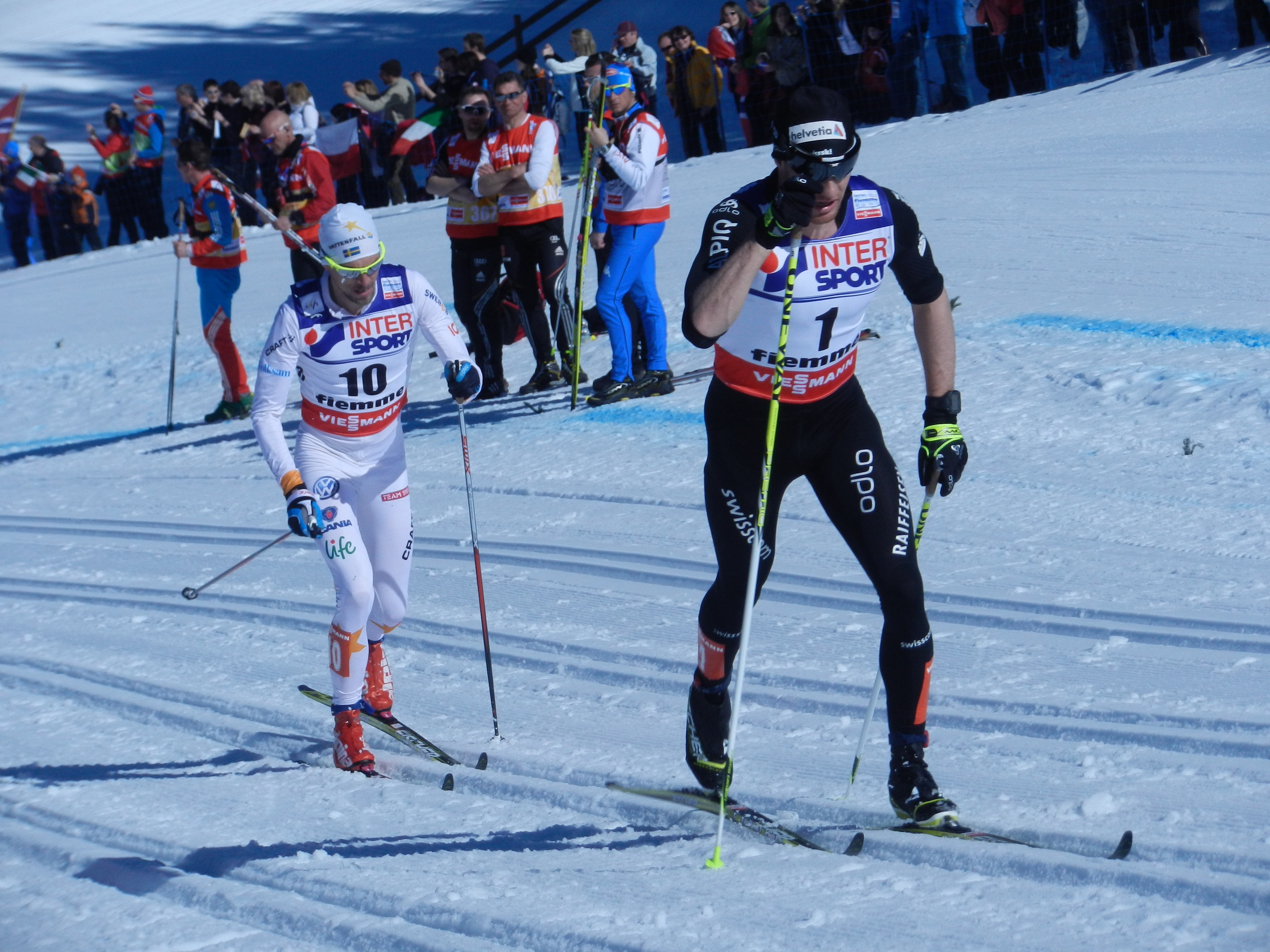
Dario Cologna i Johan Olsson podczas Mistrzostw Świata w Narciarstwie Klasycznym 2013

W dolinie położone są miejscowości: Capriana, Carano, Castello-Molina di Fiemme, Cavalese, Daiano, Masi di Cavalese, Panchià, Predazzo, Tesero, Valfloriana, Varena i Ziano di Fiemme.

## Sport
Val di Fiemme jest ośrodkiem sportów zimowych, w dolinie znajduje się 5 ośrodków narciarstwa alpejskiego, trasy biegów narciarskich i kompleks skoczni narciarskich (Trampolino Dal Ben).
Dolina jest co roku gospodarzem jednego z biegów Tour de Ski. 
W tej dolinie miały miejsce mistrzostwa świata w narciarstwie klasycznym w roku 1991, 2003 oraz 2013.